# روشيرس دي ناي
روشيرس دي ناي (بالإنجليزية: Rochers de Naye)‏ هو أحد جبال سلسلة جبال الألب البرنية ويقع في كانتون فود في سويسرا. يحتل المرتبة رقم 377 في قائمة جبال سويسرا من حيث الارتفاع، إذ يبلغ ارتفاعه حوالي 2042 متر، بينما يبلغ ارتفاع نتوء الجبل 590 متر.